# Les Humanoïdes Associés
Les Humanoïdes Associés (deutsch: Die vereinigten Humanoiden) ist ein französischer Comic-Verlag und Herausgeber der Comicmagazins Métal Hurlant und mehrerer Kunstcomic-Monographien.

## Geschichte
Das französische Verlagshaus Les Humanoïdes Associés wurde im Januar 1975 von Jean-Pierre Dionnet, Moebius (eigentlich Jean Giraud), Philippe Druillet und Bernard Farkas gegründet.
Bei Les Humanoïdes Associés erschienen die Giuseppe-Bergman-Reihe von Milo Manara (neun Bände), die französische Ausgabe von Judge Dredd, der dritte Band der Nikopol-Trilogie von Enki Bilal sowie die gesammelte Trilogie und Le Bibendum céleste von Nicolas de Crécy (dt. etwa: Das gefeierte Michelin-Männchen).